# Bewcastle
Bewcastle es una gran parroquia civil en el condado de Cumberland, de Cumbria, Inglaterra.
Según el censo de 2011, la parroquia tenía una población de 391 habitantes.  Incluye los asentamientos de Roadhead y Sleetbeck. 
Al norte la parroquia se extiende hasta la frontera con Escocia . Al este  limita con Northumberland.

## Etimología
El origen del nombre Bewcastle se puede rastrear con precisión a partir de su ortografía en documentos antiguos. Estos muestran que originalmente era "bothy/booth caster", que se traduce como "el fuerte romano donde había cabañas o refugios". 
'Cæster' es "una forma anglosajona del OE 'ceaster', que hace referencia a las defensas del campamento romano... 
Los primeros historiadores, sin acceso a documentos antiguos bien catalogados y estudiados, vincularon el nombre del lugar con una figura semimitológica llamada Bueth, debido a sus vínculos románticos con la prestigiosa Baronía de Gilsland. El prestigioso libro The Place-names of Cumberland  afirma que es "imposible" que Bewcastle llevara el nombre de Bueth.

## Gobernancia
Bewcastle se encuentra en el distrito electoral parlamentario de Carlisle .

## Iglesia y cruz
El cementerio de San Cuthbert contiene la famosa cruz de Bewcastle del siglo VII. El reloj de sol que hay en su superficie es el más antiguo de Gran Bretaña.[cita requerida] dividido en las cuatro 'mareas' que regían la jornada laboral en la época medieval. Su importancia ha sido descrita por Nikolaus Pevsner de esta manera: "Las cruces de Bewcastle y Ruthwell ... son el mayor logro de su fecha en toda Europa".  Una reconstrucción de la cruz completa se encuentra en el cementerio de la iglesia neorrománica de Santa María en Wreay, cerca de Carlisle, pero difiere en estilo y detalle del original. Stephen Matthews  llama a la cruz de Wreay una "reinvención".

## Fuerte romano
La parroquia también es conocida por su inusual Fuerte Romano hexagonal de Bewcastle, que ha sido identificado como Fanum Cocidi. Sus murallas cubiertas de hierba aún se pueden ver rodeando el cementerio. El fuerte fue construido originalmente con turba y madera y estaba guarnecido por la Primera Cohorte Nerviana de germanos. Fue construido como una defensa periférica del Muro de Adriano al sur, al que estaba conectado por un camino directo desde el fuerte romano de Banna (Birdoswald) en el muro, y una estación de señales en Gillalees Beacon entre los dos. El fuerte fue posteriormente reconstruido en piedra. 
Gran parte de la piedra se utilizó después para construir un castillo normando dentro del perímetro norte del fuerte. Las ruinas del castillo de Bewcastle han sido consolidadas recientemente por English Heritage y son accesibles al público sin cargo. 

## Personajes ilustres
Dos hermanos nacidos en Bewcastle, Joseph Armstrong (1816-1877) y George Armstrong (1822-1901), se convirtieron en destacados ingenieros de locomotoras de vapor, desarrollando sus carreras principalmente en el Great Western Railway . 

## Galería

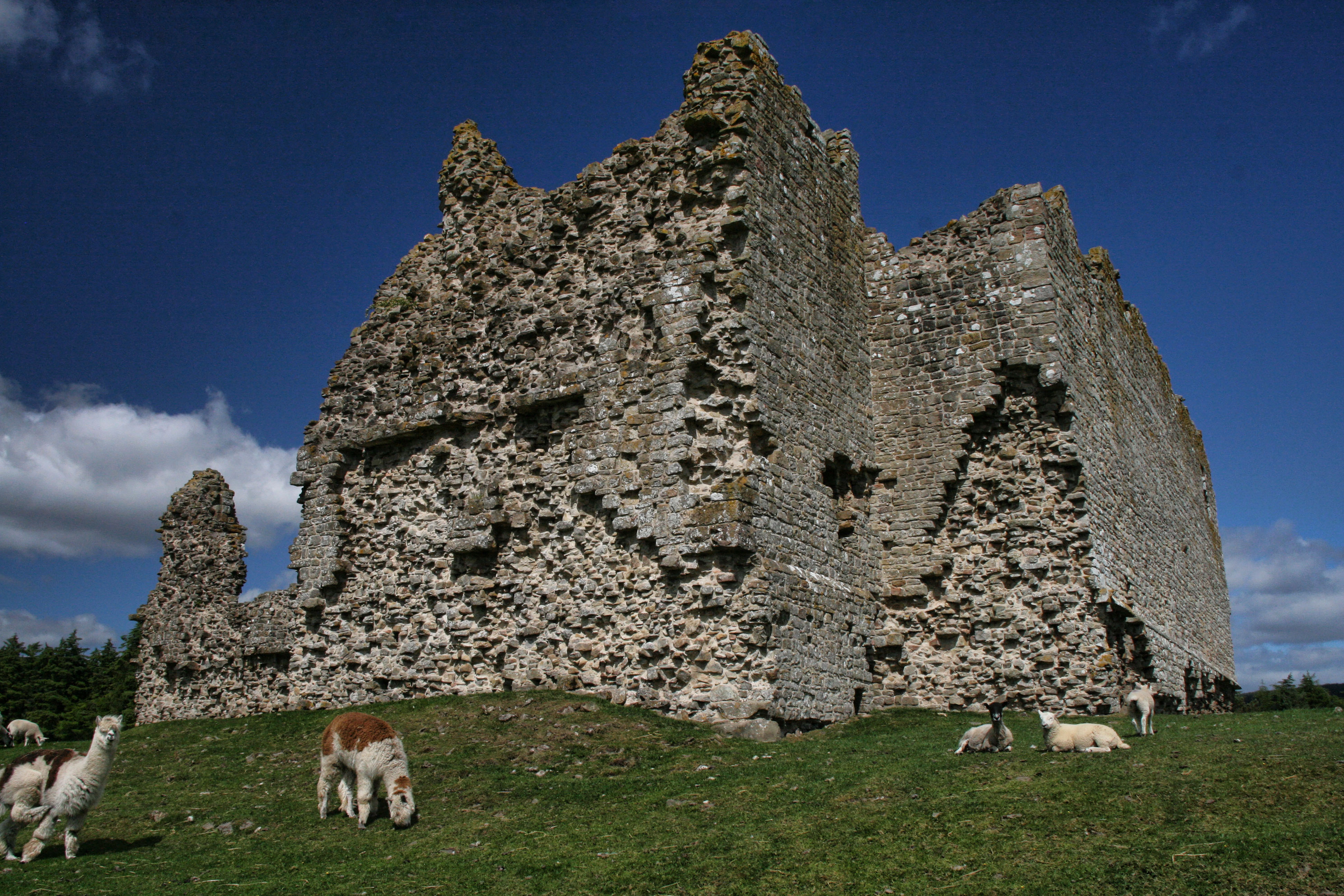
Castillo de Bewcastle
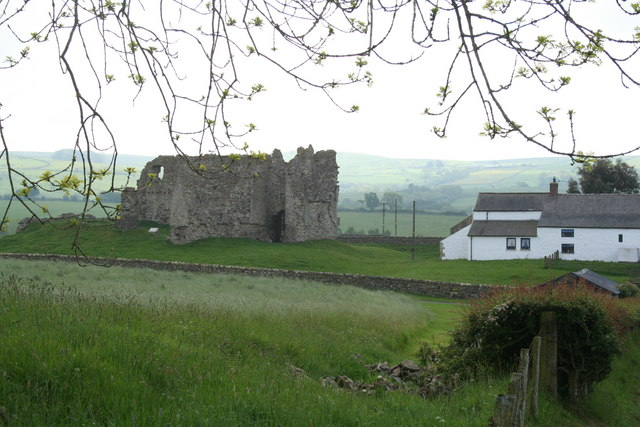
El castillo
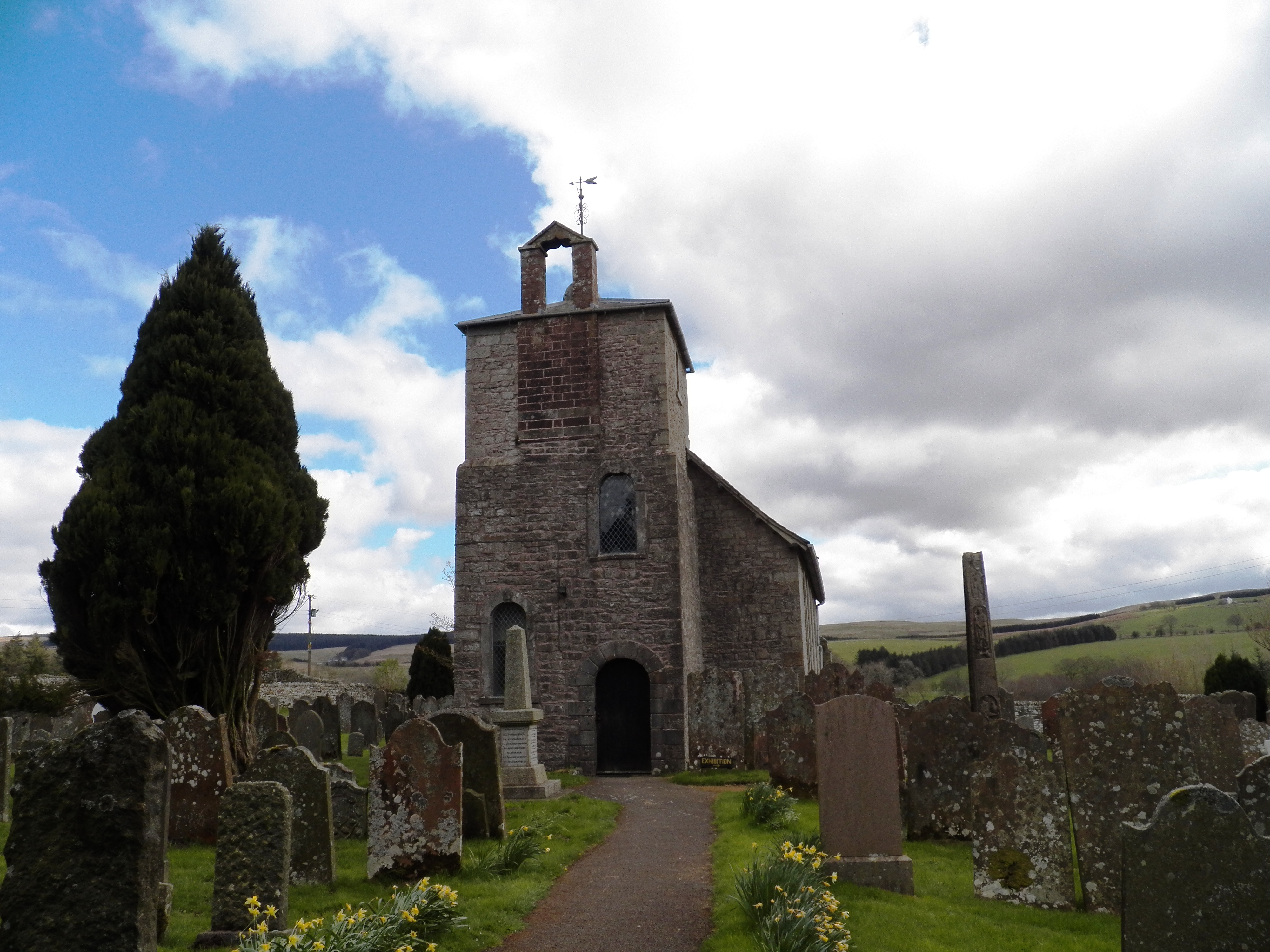
Iglesia y cruz de Bewcastle desde el oeste
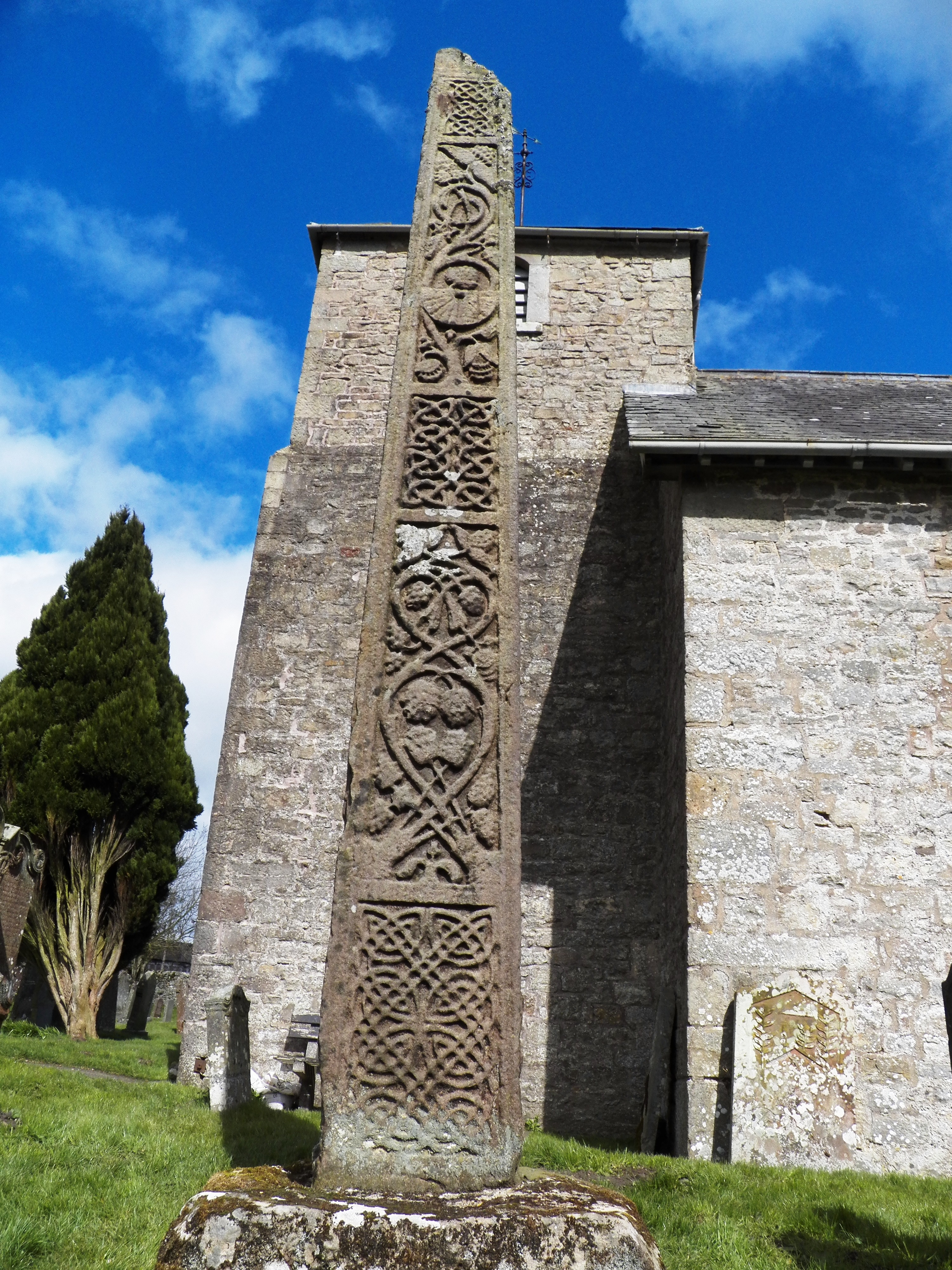
Vista en perspectiva desde el sur de la cruz de Bewcastle
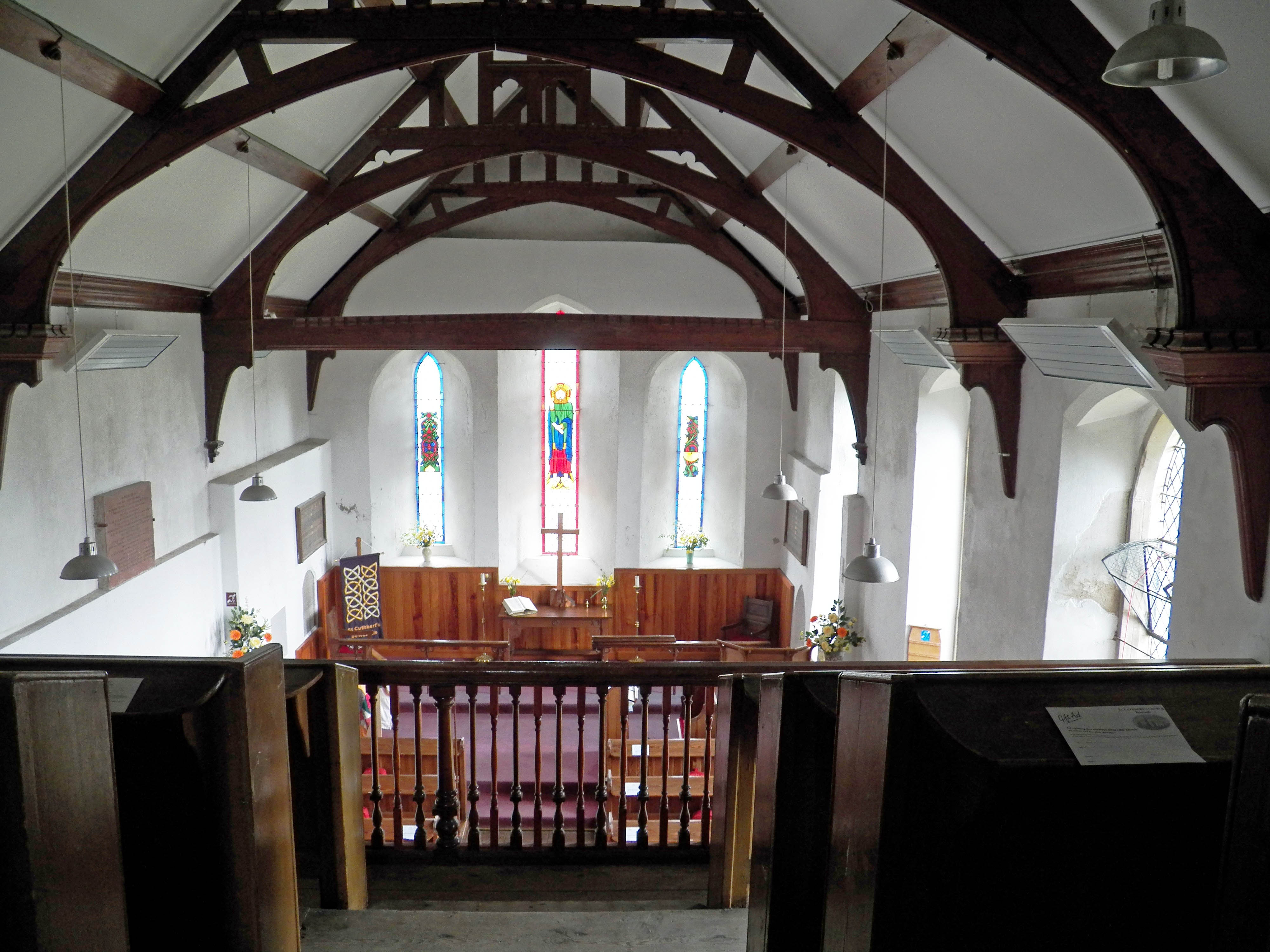
Interior de la iglesia de San Cuthbert, Bewcastle, Cumbria.
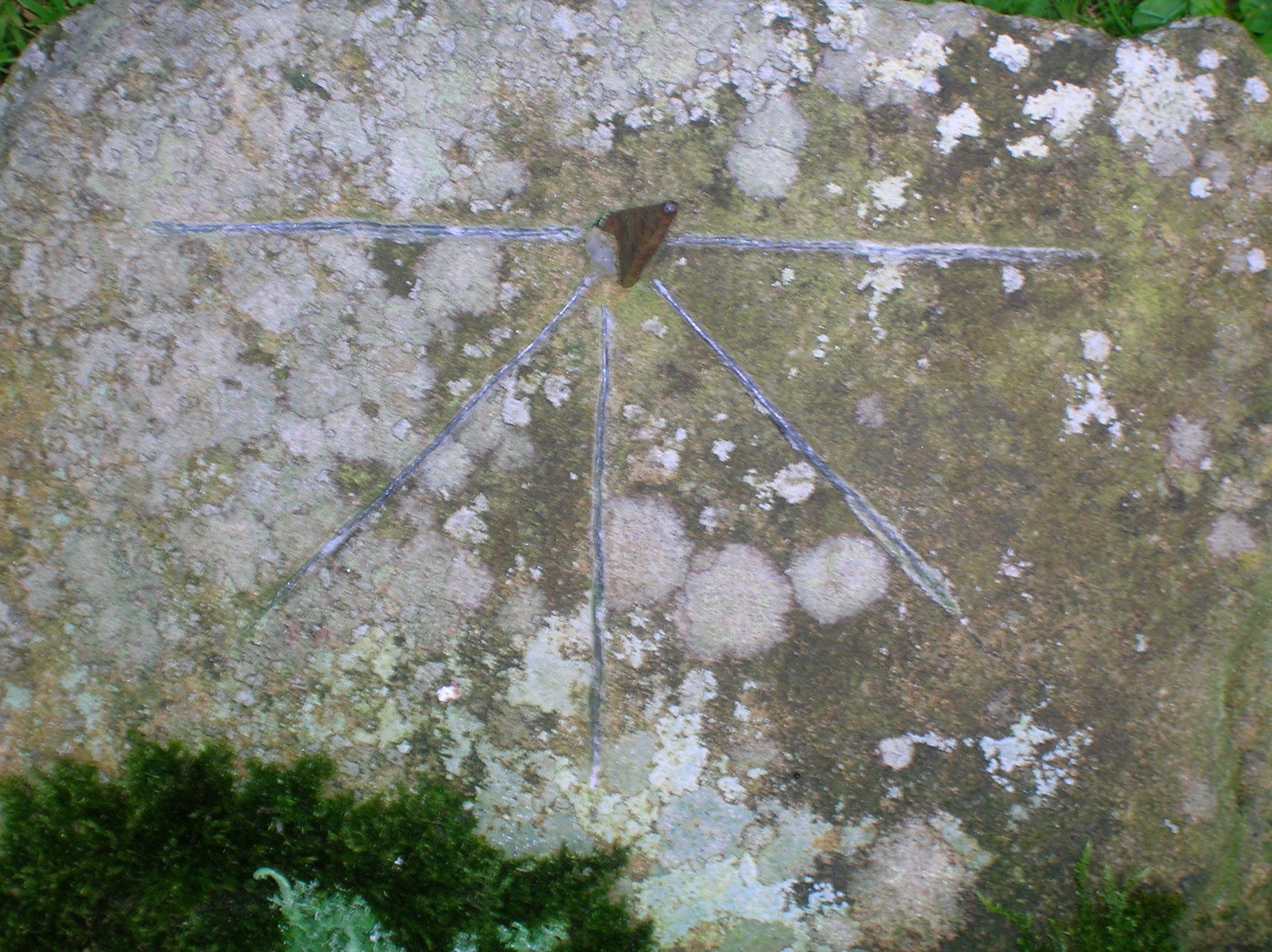
Ejemplo de reloj de sol en otra ubicación que muestra las cuatro "mareas" como en la cruz de Bewcastle
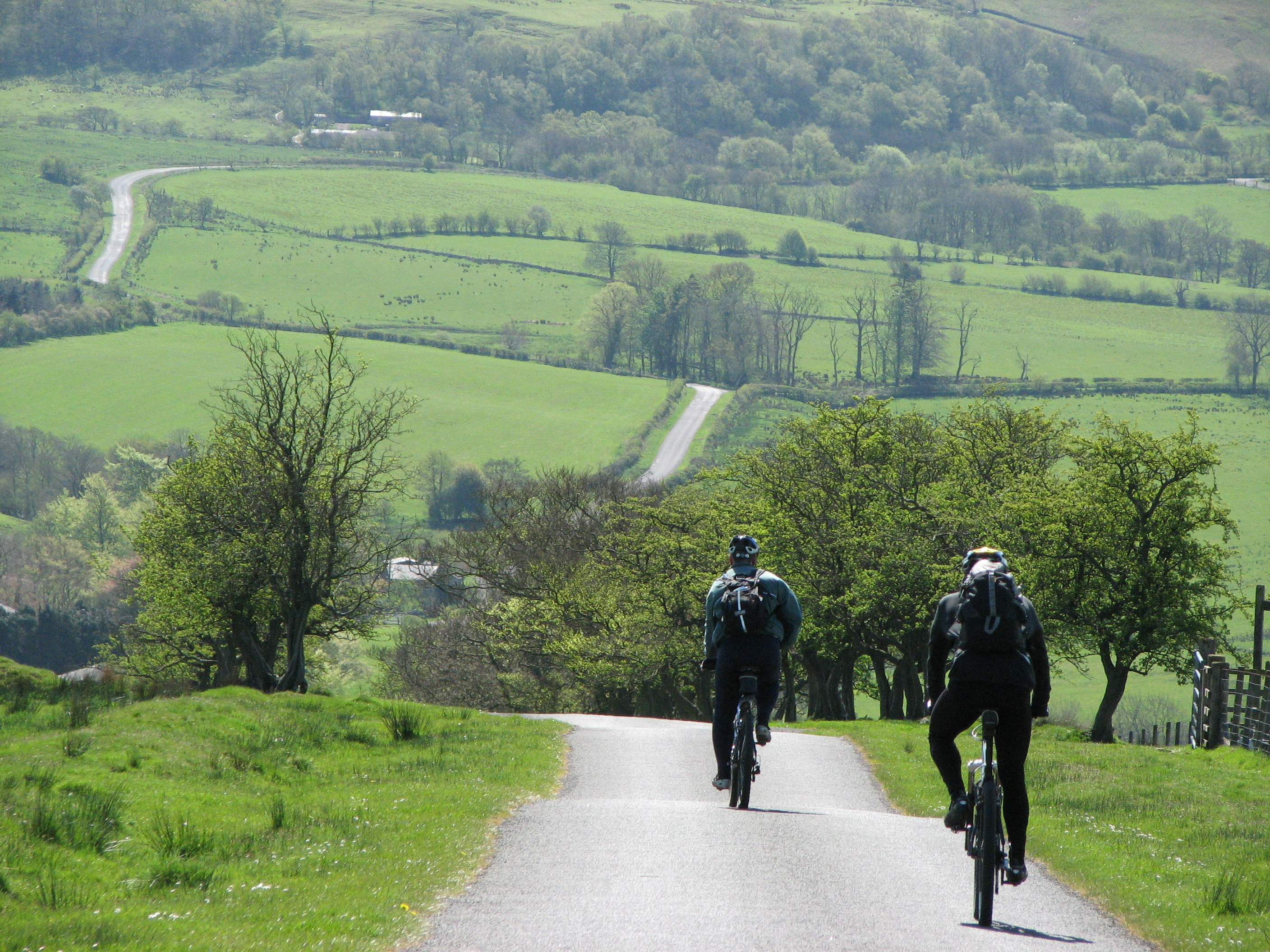
Campo en Bewcastle